# Flughafen Ra’s al-Chaima

i7
i11
i13
Der Flughafen Ra’s al-Chaima (arabisch مطار رأس الخيمة الدولي, englisch Ras Al Khaimah International Airport, IATA-Code: RKT, ICAO-Code: OMRK) ist der internationale Flughafen des arabischen Emirats Ra’s al-Chaima.
Der Flughafen war die Heimatbasis für die Fluggesellschaft RAK Airways, bis diese am 1. Januar 2014 den Flugbetrieb eingestellt hatte. Während dieser Zeit wurde eine Verbindung nach Europa angeboten: RAK Airways flog im Vollcharter nach Hamburg-Fuhlsbüttel. Seitdem gibt es keine Linienflüge mehr.
Am 6. Mai 2014 wurde der Linienbetrieb auf diesem Flughafen von Air Arabia wieder aufgenommen. Die Fluggesellschaft hat zwei Flugzeuge vom Typ Airbus A320-200 an dem Flughafen stationiert und fliegt die Ziele Kairo, Dschidda, Maskat, Islamabad, Lahore und Peschawar an. Im Sommer 2014 sollen Dhaka und Kolkata hinzukommen.
Air Arabia soll der neue Flag-Carrier des Emirates Ra’s al-Chaima werden. Ein entsprechender Vertrag ist bereits unterzeichnet.
Der Deutsche Veranstalter "FTI" chartert ab Winter 2015/2016 täglich eine Sunexpress Boeing 737-800 und legt damit täglich einen Vollcharter von Deutschland nach Ra’s al-Chaima auf. Geflogen wird ab Berlin, Hannover, Dresden, Leipzig, Stuttgart, Frankfurt am Main und München.